# Lecanora pseudohypopta
Lecanora pseudohypopta är en lavart som beskrevs av Edvard(Edward) August Vainio. Lecanora pseudohypopta ingår i släktet Lecanora, och familjen Lecanoraceae. Enligt den finländska rödlistan är arten otillräckligt studerad i Finland. Arten har ej påträffats i Sverige. Artens livsmiljö är byggnader.